# Sārī Bākh
Sārī Bākh (persiska: ساری باخ, Sārī Bāgh) är en ort i Iran.   Den ligger i provinsen Västazarbaijan, i den nordvästra delen av landet, 400 km väster om huvudstaden Teheran. Sārī Bākh ligger 1 869 meter över havet och antalet invånare är 150.
Terrängen runt Sārī Bākh är kuperad, och sluttar söderut. Runt Sārī Bākh är det ganska glesbefolkat, med 42 invånare per kvadratkilometer. Närmaste större samhälle är Takāb, 18,5 km öster om Sārī Bākh. Trakten runt Sārī Bākh består i huvudsak av gräsmarker.